# Çakmak, Günyüzü
Çakmak là một xã thuộc huyện Günyüzü, tỉnh Eskişehir, Thổ Nhĩ Kỳ. Dân số thời điểm năm 2011 là 119 người.